# 戈迪·乔瓦内利
戈迪·乔瓦内利（英語：Gordy Giovanelli，1925年4月11日—），美国男子赛艇运动员。他曾代表美国参加1948年夏季奥林匹克运动会赛艇比赛，获得男子四人单桨有舵手金牌。